# 해리 넛틀
해리 넛틀(Harry Nuttall, 1897년 9월 9일 ~ 1969년 4월 30일)은 1923년 잉글랜드 FA컵 결승전에 출전한 것으로 알려진 볼턴 원더러스 소속의 축구 선수다.
넛틀은 1921년에 볼턴 원더러스와 계약했고, 그해 9월 토트넘 핫스퍼와의 경기를 통해 데뷔전을 치렀다. 그의 첫 우승 경험은 1923년에 웨스트햄 유나이티드를 꺾고 FA컵을 들어올린 것이고, 넛틀은 하프백으로 출전했다. 텃틀은 1926년과 1929년에도 볼턴의 FA컵 우승에 큰 기여를 했고, 볼턴의 주장까지 역임했다. 1932년 5월, 볼턴에서 326경기를 출전하고 있던 넛틀은 로크데일로 이적했고, 이듬해 넬슨의 코치까지 맡았다. 1935년에 넛틀은 다시 볼턴으로 돌아와서 2군 코치를 1964년까지 지냈다.
넛틀은 북아일랜드를 상대로 1927년 10월 22일에 잉글랜드 축구 국가대표팀에서 데뷔했다. 그 후 웨일스와 스코틀랜드 경기를 마지막으로 국가대표 경력을 마쳤다.